# ズロース
ズロース（英語: drawers, アメリカ英語発音: [drɔrz] ドロルズ, イギリス英語発音: [drɔːz] ドローズ）とは下着の一種。ドロワーズ、ドロワース、ドロワとも。ボトムスを表す多くの英単語同様、「drawers」は複数形で、単数形は「drawer」である。

## 概要

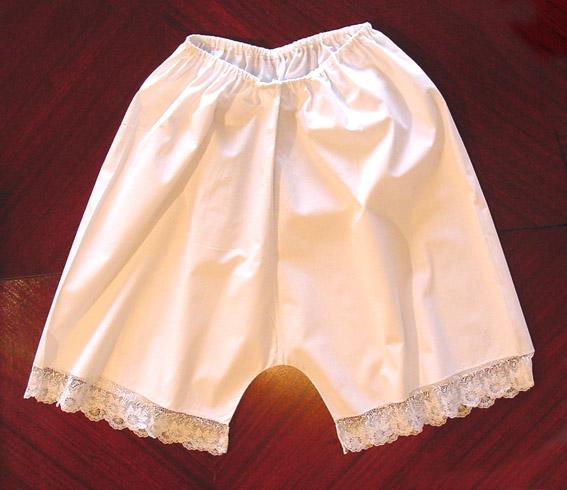
ショートズロース

女性用の下着の一種であり、腰回りのゆったりした半ズボン状の形で、スカートの下に着用した。下着の中では比較的緩やかな構造で、横サイドが長く履き込みも深い。パンティーとズロースの中間として、ショートズロース（カットズロース）のバリエーションも存在する。トルコ風ズボンを元にした体操着のブルマーとは別物である。

## 歴史
日本では1920年代後半、浅草の興行界で風紀の乱れが進んだことから、警視庁は1930年（昭和5年）に通称「エロ取締り規則」を発出。演劇の演出上、ズロースを着用する場合には股下二寸未満のもの、肉色（ママ）のものが禁止されることとなった。
1932年（昭和7年）、白木屋デパートで火災が発生、墜落死する女性が相次いだ。都新聞では、ズロースを履いていなかったため、裾を手で抑えるために命綱から手を離さざるを得なかったためだと説明。ズロースの着用を呼びかける記事を書いた。火事から実際にズロースが普及するまでにタイムラグがあるものの、当時の新聞記事が普及させるきっかけを作ったものとして長らく語られるようになった（白木屋ズロース伝説を参照）。
その後、洋装用の下着として少女や女学生に用いられ、洋装が一般化した第二次世界大戦後はスタンダードな下着として普及する。綿のメリヤス製のズロースは最高級品として日本中を席巻した。ショーツの普及後は、直穿きとしての着用は昭和前半生まれの女性に限られている。現在ではロリータ・ファッションに使われており、ペチパンツの代用に転用されることもある。グンゼなど一部メーカーからは継続販売されている。